# 竹內明太郎

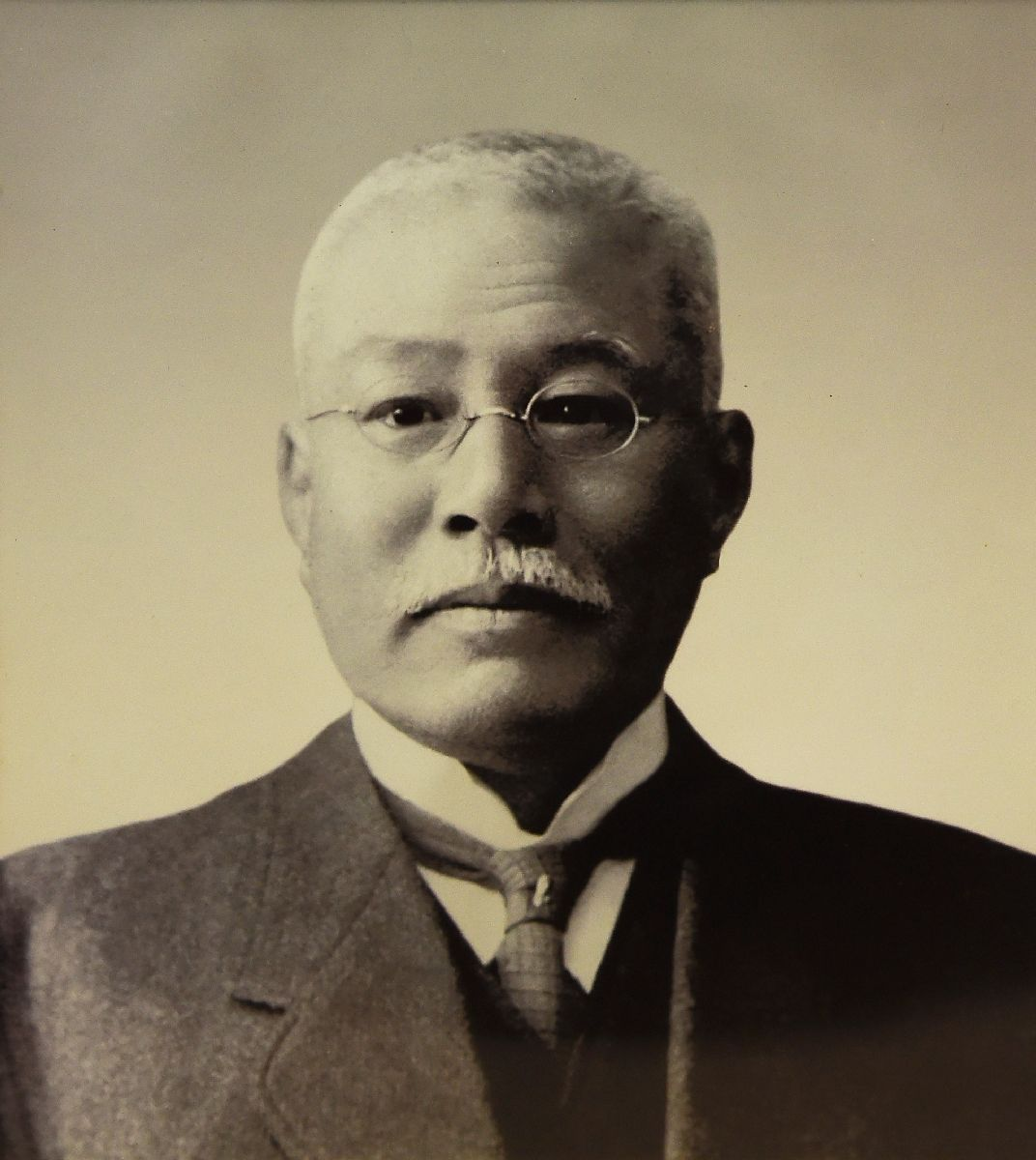

竹內明太郎（日语：／ Takeuchi Meitarō、1860年3月20日—1928年3月23日），高知縣宿毛市人，日本政治家、企業家、小松製作所創辦人。

## 生平
他是早稻田大学理工学部設立者，也是竹内綱的長男，吉田茂的長兄、麻生太郎的大伯父。兒子竹内強一郎是横濱高等工業学校教授、孫子竹内啓一是地理学者、一橋大学教授、日本地理学会会長、曾孫竹内明是TBS記者。